# Niels Henrik Abel
Niels Henrik Abel (ur. 5 sierpnia 1802 w Findö koło Stavanger, zm. 6 kwietnia 1829 we Frolandsvark pod Arendal) – norweski matematyk zajmujący się algebrą i analizą. Niezależnie od Paola Ruffiniego udowodnił niemożność rozwiązania równania algebraicznego stopnia wyższego niż cztery przez pierwiastniki (twierdzenie Abela-Ruffiniego). Badał też szeregi i całki eliptyczne.

## Życiorys
Pochodził z biednej rodziny. Uczył się w szkole katedralnej w Christianii (obecnie Oslo) i od najmłodszych lat wykazywał wielkie zdolności matematyczne. W wieku 15 lat pod kierunkiem swego nauczyciela, Bernta Holmboe’a, Abel zaczął studiować matematykę wyższą, czytając dzieła Eulera, Lagrange’a i Laplace’a. Mając 16 lat udowodnił wzór dwumianowy dla dowolnego wykładnika rzeczywistego. Po śmierci ojca miał w 1820 przerwać naukę w szkole i zająć się zarobkowaniem na utrzymanie matki i rodzeństwa, lecz Holmboe pomógł mu uzyskać stypendium i rok później Abel mógł podjąć studia na Uniwersytecie w Christianii, które ukończył w 1822. W 1823 przez 29 dni przebywał na należącej do Norwegii wyspie Jan Mayen, gdzie żył w odosobnieniu od świata zewnętrznego. W latach 1825–1827 przebywał na koszt państwa w Berlinie i Paryżu. Od 1827 był docentem uniwersytetu w Christianii.
Jeszcze w szkole Abel podjął badania nad rozwiązaniem równań piątego stopnia przez pierwiastniki, następnie zainteresował się równaniami całkowymi i całkami eliptycznymi, które skierowały jego uwagę na funkcje eliptyczne. W 1824 podjął na nowo badania nad rozwiązalnością równań algebraicznych piątego stopnia i przy pomocy stworzonej niezależnie od Galois teorii grup udało mu się udowodnić, że w ogólnym przypadku równanie takie nie daje się rozwiązać przez pierwiastniki. Inne jego prace dotyczyły zbieżności szeregów liczbowych i potęgowych. W 1829 Uniwersytet Fryderyka Wilhelma w Berlinie zaproponował mu, w uznaniu jego zasług, objęcie katedry matematyki. Kilka dni po otrzymaniu tej wiadomości Abel zmarł na gruźlicę, która była skutkiem złych warunków życia w dzieciństwie i młodości.

## Upamiętnienie
W 2001 rząd Norwegii zdecydował o ustanowieniu Nagrody Abela, która jest przyznawana za najwybitniejsze osiągnięcia w dziedzinie matematyki.
Jego imieniem nazwano planetoidę (8525) Nielsabel, krater Abel na Księżycu i wyspę Abeløya w archipelagu Svalbard na Morzu Barentsa.

## Dzieła
- Oeuvres complètes de N. H. Abel, Christiania, 1839 (drugie wydanie w 1881)